# Wrs
Andrei Ionuț Ursu (n. 16 ianuarie 1993, Buzău, România), anterior cunoscut ca WRS (AFI: [urs] ⓘ, stilizat cu majusculă), este un dansator, cântăreț și compozitor român. Înainte de a-și începe cariera de artist, a lucrat ca dansator pentru artiști precum Inna, Antonia sau Carla's Dreams și a făcut parte din baletul PRO TV în cadrul emisiunilor Vocea României și Românii au talent. În ianuarie 2020, a semnat contract cu casa de discuri Global Records și a început proiectul de muzică electropop cu numele de scenă WRS.

## Viața și cariera
Andrei Ionuț Ursu s-a născut la Buzău, România, pe 16 ianuarie 1993. A început să danseze la vârsta de 12 ani, încurajat de părinții săi, dansatori de muzică populară. În 2015, și-a început cariera muzicală în trupa Shot. După doi ani, a părăsit proiectul și s-a mutat la Londra, unde a început să compună muzică.
Proiectul WRS a debutat în ianuarie 2020, cu piesa „Why”, care a primit peste un milion de vizualizări pe YouTube și 400 de mii de streamuri pe Spotify.
Single-urile „Amore”, cu İlkan Günüç și „Tsunami”, au avut succes atât în mediul digital, cât și la radio, clasându-se în topurile muzicale din România și Bulgaria.
În februarie 2022, Wrs a lansat single-ul „Llámame”, cu care a reprezentat România la Concursul Muzical Eurovision 2022. În decembrie 2022, respectiv iunie 2023, a câștigat sezoanele 18 și 19 ale show-ului de televiziune Te cunosc de undeva!, alături cu Emilian Nechifor.
Pe 24 noiembrie 2023, și-a schimbat nume de scenă în Andrei Ursu.
În septembrie 2024 Ursu a participat la Asia Express împreună cu Vlad Condurache; echipa s-a clasat pe locul 8.
Ursu a declarat în 2025 că este gay.

## Discografie

### Albume
| Titlu      |                                                                              |                                                                              |                                                                              |
| ---------- | ---------------------------------------------------------------------------- | ---------------------------------------------------------------------------- | ---------------------------------------------------------------------------- |
| Fiesta' 23 | - Lansare: 12 mai 2023 - Casa de discuri: Global Records - Format: Streaming | - Lansare: 12 mai 2023 - Casa de discuri: Global Records - Format: Streaming | - Lansare: 12 mai 2023 - Casa de discuri: Global Records - Format: Streaming |

### Extended plays
| Titlu                    | Detalii                                                                                  |
| ------------------------ | ---------------------------------------------------------------------------------------- |
| Mandala                  | - Lansare: 31 martie 2022 - Casa de discuri: Global Records - Format: Streaming          |
| Cântece de inimă         | - Lansare: 26 ianuarie 2024 - Casa de discuri: Global Records - Format: Vinil, Streaming |
| VANILLA BOY              | - 9 august 2024 - Casa de discuri: Global Records - Format: Streaming                    |
| Cântece de inimă, Vol. 2 | - Lansare: 14 februarie 2025 - Casa de discuri: Global Records - Format: Streaming       |

### Single-uri

#### Ca artist principal
| Titlu                                                                                              | Anul | Poziții de vârf în top-uri | Poziții de vârf în top-uri | Album                    |
| Titlu                                                                                              | Anul | ROU                        | BUL                        | Album                    |
| -------------------------------------------------------------------------------------------------- | ---- | -------------------------- | -------------------------- | ------------------------ |
| „Why"                                                                                              | 2020 | —                          | —                          | Disc single fără album   |
| „No weight”                                                                                        | 2020 | —                          | —                          | Disc single fără album   |
| „Hadi”                                                                                             | 2020 | —                          | —                          | Disc single fără album   |
| „La răsărit”                                                                                       | 2020 | —                          | —                          | Disc single fără album   |
| „All Alone”                                                                                        | 2020 | —                          | —                          | Disc single fără album   |
| „Amore” (cu İlkan Günüç)                                                                           | 2021 | 7                          | —                          | Disc single fără album   |
| „Maui” (cu Killa Fonic)                                                                            | 2021 | —                          | —                          | Disc single fără album   |
| „Tsunami”                                                                                          | 2021 | 71                         | 6                          | Disc single fără album   |
| „Leah” (cu Iraida)                                                                                 | 2021 | —                          | —                          | Mandala                  |
| „La Luna”                                                                                          | 2022 | —                          | —                          | Mandala                  |
| „Dalia”                                                                                            | 2022 | —                          | —                          | Mandala                  |
| „Don't Rush”                                                                                       | 2022 | —                          | —                          | Mandala                  |
| „Lily”                                                                                             | 2022 | —                          | —                          | Mandala                  |
| „Llámame”                                                                                          | 2022 | 1                          | —                          | Mandala                  |
| „If You Were Alone / Sta matia sou” (cu Andromache)                                                | 2022 | —                          | —                          | Disc single fără album   |
| „La Melodia”                                                                                       | 2022 | —                          | —                          | Disc single fără album   |
| „Me Flipa”                                                                                         | 2022 | —                          | —                          | Disc single fără album   |
| „Bamboleo” (cu David Goldcher)                                                                     | 2022 | —                          | —                          | Disc single fără album   |
| „Tu Nu Vrei”                                                                                       | 2022 | —                          | —                          | Disc single fără album   |
| „Dale”                                                                                             | 2023 | —                          | —                          | Disc single fără album   |
| „I Like It” (cu Gran Error)                                                                        | 2023 | —                          | —                          | Fiesta'23                |
| „One Family”                                                                                       | 2023 | —                          | —                          | Fiesta'23                |
| „Simte-mă” (cu DOMINO)                                                                             | 2023 | —                          | —                          | Fiesta'23                |
| „Ocean Eyes”                                                                                       | 2023 | —                          | —                          | Disc single fără album   |
| „Cel mai eu” (cu Holy Molly)                                                                       | 2023 | —                          | —                          | Disc single fără album   |
| „Hai, inimă”                                                                                       | 2023 | —                          | —                          | Cântece de inimă         |
| „Îndrăgostiți de atâtea ori ”                                                                      | 2023 | —                          | —                          | Cântece de inimă         |
| „Noaptea ne fură iubiri” (cu Theo Rose)                                                            | 2024 | —                          | —                          | Cântece de inimă         |
| „Vom fi amândoi” (cu Dayana)                                                                       | 2024 | —                          | —                          | Nostalgic                |
| „Mi-erai rai”                                                                                      | 2024 | —                          | —                          | Disc single fără album   |
| „Lângă tine”                                                                                       | 2024 | —                          | —                          | VANIILA BOY              |
| „About U” (cu Sasha Lopez)                                                                         | 2024 | —                          | —                          | Disc single fără album   |
| „O nouă viață”                                                                                     | 2024 | —                          | —                          | Disc single fără album   |
| „Do You”                                                                                           | 2024 | —                          | —                          | Disc single fără album   |
| „Să mă iubești”                                                                                    | 2024 | —                          | —                          | Disc single fără album   |
| „Sharaiman"                                                                                        | 2025 | —                          | —                          | Disc single fără album   |
| „Rece ca ianuarie”                                                                                 | 2025 | —                          | —                          | Cântece de inimă, Vol. 2 |
| —                                                                                                  | 2025 | —                          |                            | Cântece de inimă, Vol. 2 |
| „De-ai fi în locul meu”                                                                            | —    | —                          |                            |                          |
| "—" denotă că elementele nu au fost lansate în acea țară sau nu au reușit să ajungă în clasamente. |      |                            |                            |                          |

## Premii și nominalizări
| Anul | Premiu            | Categoria            | Beneficiar | Rezultat     | Ref.   |
| ---- | ----------------- | -------------------- | ---------- | ------------ | ------ |
| 2020 | The Artist Awards | Best New Artist      | Wrs        | Nominalizare | [ 30 ] |
| 2021 | The Artist Awards | Best Upcoming Artist | Wrs        | Nominalizare | [ 31 ] |